# Liste der Bodendenkmäler in Aubstadt
Auf dieser Seite sind die Bodendenkmäler in der unterfränkischen Gemeinde Aubstadt zusammengestellt. Diese Tabelle ist eine Teilliste der Liste der Bodendenkmäler in Bayern. Grundlage ist die Bayerische Denkmalliste, die auf Basis des Bayerischen Denkmalschutzgesetzes vom 1. Oktober 1973 erstmals erstellt wurde und seither durch das Bayerische Landesamt für Denkmalpflege geführt wird. Die folgenden Angaben ersetzen nicht die rechtsverbindliche Auskunft der Denkmalschutzbehörde.

## Bodendenkmäler der Gemeinde Aubstadt
| Lage                    | Objekt | Akten-Nr.     | Bild |
| ----------------------- | --- | ------------- | ---- |
| Aubstadt (Standort)     | Siedlung der Linearbandkeramik und der Urnenfelderzeit sowie Bestattungsplatz der alten Latènezeit. | D-6-5628-0001 |      |
| Aubstadt (Standort)     | Bestattungsplatz mit Grabhügeln vorgeschichtlicher Zeitstellung mit Bestattungen der Hallstattzeit. | D-6-5628-0002 |      |
| Aubstadt (Standort)     | Siedlung der Urnenfelderzeit und der Hallstattzeit. | D-6-5628-0003 |      |
| Aubstadt (Standort)     | Siedlung der Linearbandkeramik und der Urnenfelderzeit. | D-6-5628-0004 |      |
| Aubstadt (Standort)     | Siedlung der Urnenfelderzeit. | D-6-5628-0005 |      |
| Aubstadt (Standort)     | Siedlung der Hallstattzeit. | D-6-5628-0008 |      |
| Aubstadt (Standort)     | Siedlung der Linearbandkeramik und des Mittelneolithikums, der frühen Latènezeit, der jüngeren Latènezeit und der römischen Kaiserzeit und Völkerwanderungszeit.                                                                 | D-6-5628-0011 |      |
| Aubstadt (Standort)     | Siedlung des Mittelneolithikums. | D-6-5628-0013 |      |
| Aubstadt (Standort)     | Siedlung der Linearbandkeramik. | D-6-5628-0014 |      |
| Aubstadt (Standort)     | Siedlung des Mittelneolithikums und der Urnenfelderzeit sowie Bestattungsplatz der Hallstattzeit, der Endlatènezeit und der älteren römischen Kaiserzeit.                                                                        | D-6-5628-0015 |      |
| Großeibstadt (Standort) | Siedlung der Linearbandkeramik. | D-6-5628-0022 |      |
| Aubstadt (Standort)     | Siedlung des Mittelneolithikums und der Hallstattzeit. | D-6-5628-0083 |      |
| Aubstadt (Standort)     | Siedlung des Jung- bis Endneolithikums. | D-6-5628-0098 |      |
| Aubstadt (Standort)     | Siedlung des Jungneolithikums und der Hallstattzeit. | D-6-5628-0099 |      |
| Aubstadt (Standort)     | Archäologische Befunde des Mittelalters und der frühen Neuzeit im Bereich der Evangelisch-Lutherischen Pfarrkirche von Aubstadt mit ehemalige Graben und untertägigen Bauteilen der ehemalige Kirchhofmauer sowie Körpergräbern. | D-6-5628-0114 |      |